# Bathymyrinae
Sous-famille
La sous-famille des Bathymyrinae comprend plusieurs genres de poissons appartenant à la famille des Congridae.

## Liste des genres et espèces
- genre Ariosoma Swainson, 1838
- genre Bathymyrus Alcock, 1889
- genre Chiloconger Myers et Wade, 1941
- genre Kenyaconger Smith et Karmovskaya, 2003
- genre Parabathymyrus Kamohara, 1938
- genre Paraconger Kanazawa, 1961
- genre Poeciloconger Günther, 1872
- Leptocephalus pseudomicrocephalus Van Utrecht, 1988
- Ophisoma prorigerum Gilbert, 1891